# Bota de Oro 2014-15

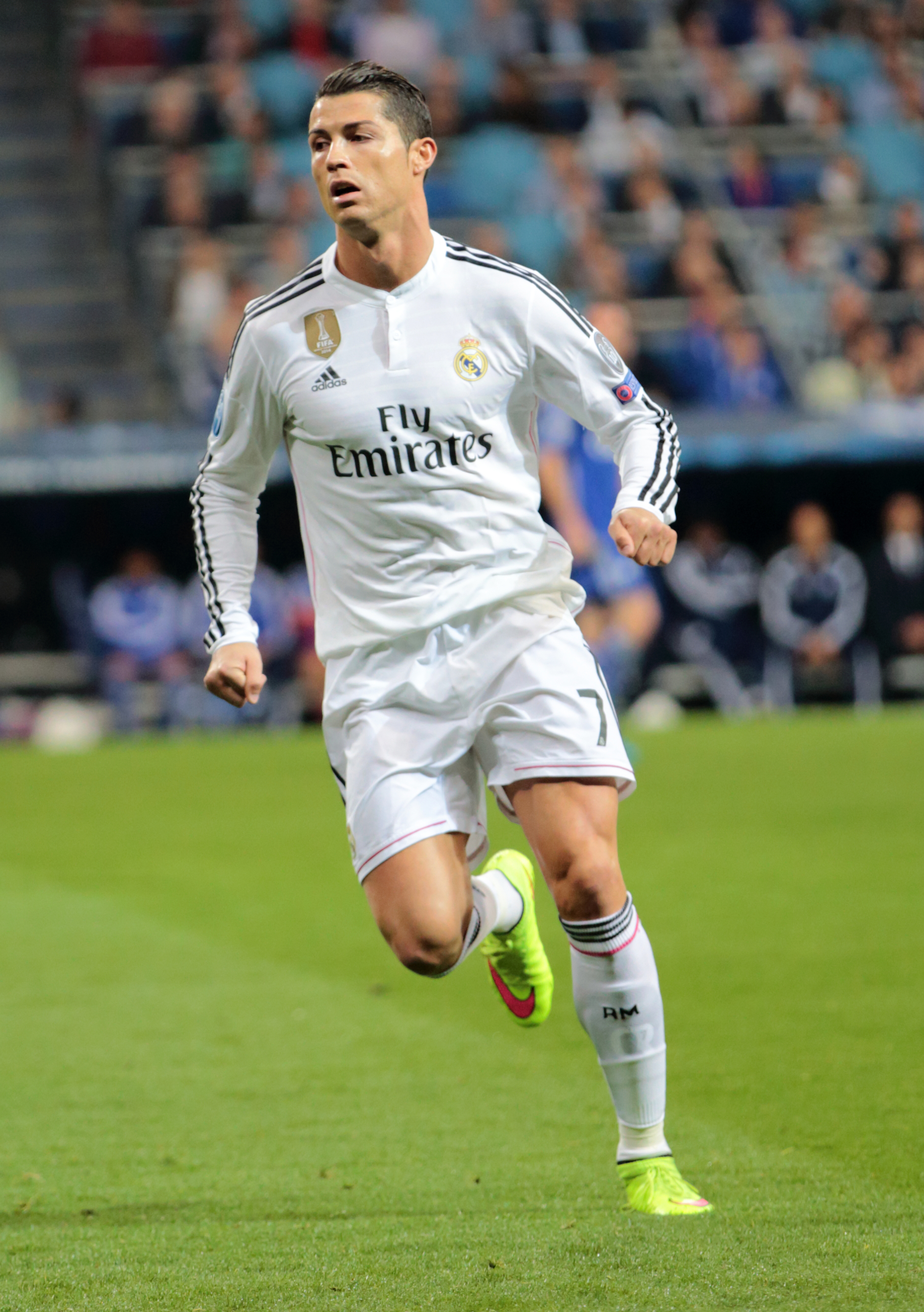
Cristiano Ronaldo ganador del premio en 2014-15.

La Bota de Oro 2014-15 fue un premio entregado por la European Sports Magazines al futbolista que logró la mejor puntuación luego de promediar los goles obtenidos en la temporada europea. El ganador de este premio fue el jugador portugués Cristiano Ronaldo por haber conseguido 48 goles en la Primera División de España y se convierte en el primer jugador de la historia en ganar cuatro veces el trofeo (Bota de Oro 2007–08, Bota de Oro 2010–11, Bota de Oro 2013–14 y la Bota de Oro 2014-15). Cristiano Ronaldo tras haber ganado este trofeo dos veces consecutivas Bota de Oro 2013–14 y Bota de Oro 2014-15 se une al selecto grupo conformado por Ally McCoist (1991–92, 1992–93) , Thierry Henry (2003–04, 2004–05) y Lionel Messi (2011–12, 2012–13)  como los únicos jugadores en la historia del fútbol que han ganado este galardón dos veces consecutivas.

## Resultados
| #  | Jugador           | Años | Club               | Liga                    | Partidos | Goles | Promedio | Pts. por Gol | Pts. Total |
| -- | ----------------- | ---- | ------------------ | ----------------------- | -------- | ----- | -------- | ------------ | ---------- |
| 1. | Cristiano Ronaldo | 30   | Real Madrid        | Liga BBVA               | 35       | 48    | 1.37     | 2            | 96         |
| 2. | Lionel Messi      | 28   | Barcelona          | Liga BBVA               | 38       | 43    | 1.13     | 2            | 86         |
| 3. | Sergio Agüero     | 27   | Manchester City    | Barclays Premier League | 33       | 26    | 0.78     | 2            | 52         |
| 4. | Jonathan Soriano  | 29   | Red Bull Salzburg  | Bundesliga (Austria)    | 29       | 30    | 1.03     | 1.5          | 45         |
| 5. | Antoine Griezmann | 24   | Atlético de Madrid | Liga BBVA               | 33       | 22    | 0.67     | 2            | 44         |
| 6. | Neymar            | 23   | Barcelona          | Liga BBVA               | 33       | 22    | 0.67     | 2            | 44         |
| 7. | Mauro Icardi      | 22   | Internazionale     | Serie A                 | 36       | 22    | 0.61     | 2            | 44         |

- Datos: Q19847480